# فابريسيو بيدروزو
فابريسيو بيدروزو (بالإسبانية: Fabricio Pedrozo)‏ هو لاعب كرة قدم أرجنتيني في مركز الهجوم، ولد في 6 نوفمبر 1992 في الدورادو في الأرجنتين. لعب مع ذي سترونغيست.

## وصلات خارجية
- فابريسيو بيدروزو على موقع قاعدة بيانات كرة القدم.إي يو (الإنجليزية)
- فابريسيو بيدروزو على موقع Soccerway.com (الإنجليزية)